# Irena Frydecka
Irena Elżbieta Frydecka (ur. 1941) – polska internistka, profesor nauk medycznych, wykładowczyni Uniwersytetu Medycznego im. Piastów Śląskich we Wrocławiu. 

## Życiorys
Ukończyła średnią szkołę muzyczną w klasie fortepianu oraz studia na Wydziale Lekarskim Akademii Medycznej we Wrocławiu, gdzie w 1965 rozpoczęła pracę zawodową w tamtejszej Klinice Hematologii. Związana także z Instytutem Immunologii i Terapii Doświadczalnej im. Ludwika Hirszfelda Polskiej Akademii Nauk. Dwa lata przebywała na stypendium w Stanach Zjednoczonych. W 2008 została konsultantką wojewódzką hematologii w województwie opolskim.
Jej zainteresowania naukowo-zawodowe obejmują schorzenia nowotworowe układu limfatycznego i retikularnego oraz mechanizmy zaburzeń odporności w chorobach nowotworowych.
Redaktor naczelna czasopisma „Postępy Higieny i Medycyny Doświadczalnej”. Członkini Międzywydziałowej Komisji Interdyscyplinarnej i Komisji Przyrodniczo-Medycznej z siedzibą we Wrocławiu Polskiej Akademii Umiejętności oraz Komisji Dyscyplinarnej dla Nauczycieli Akademickich przy Radzie Głównej Nauki i Szkolnictwa Wyższego.
Wśród wypromowanych przez nią doktorów znaleźli się m.in. Grzegorz Mazur, Agata Kosmaczewska oraz Edyta Pawlak-Adamska.
W 2001 za wybitne zasługi w pracy naukowej i dydaktycznej odznaczona została Krzyżem Kawalerskim Orderu Odrodzenia Polski.